# شاهد شهر
شاهد شهر (بالفارسية: شاهدشهر) هي مدينة تقع في إيران في قسم. يقدر عدد سكانها بـ 18,855 نسمة .